# اوشین، شاه ارمنستان
اوشین، شاه ارمنستان (ارمنی: Օշին؛ زاده ۱۲۸۲ – درگذشته ۲۰ ژوئیهٔ ۱۳۲۰)، شاه ارمنی کیلیکیه از سال ۱۳۰۷ تا ۱۳۲۰ میلادی از خاندان هتومی بود. او پسر لئو دوم، شاه ارمنستان و ملکه کارن بود.
اوشین پس از مرگ برادرزاده‌اش لئو سوم و برادرش هتوم با حمایت ژنرال مغول بیلارقو به سلطنت رسید. اوشین توسط ایلخان مغول محمد خدابنده الجایتو حمایت شد، و فرمان صادر شده اعدام بیلارقو توسط الجایتو را در پاسخ به ترورهای وی اجرا کرد.
اوشین به اتحادیه کلیساهای ارمنی و رومی علاقه‌مند شد، که انگیزه‌اش ناشی از نارضایتی‌های مردمی نبود. در سال ۱۳۰۹، اوشین عموی همسرش، مارشال ارمنستان را به خاطر قتل برادرش توروس سوم اعدام کرد.
خواهرش ایزابلا ارمنستان با آمالریک تایر ازدواج کرد و هنگامیکه آمالریک دولت قبرس را از برادرش هنری دوم قبرس غصب کرد، اوشین هنری را در ارمنستان نگه‌داشت. با این حال، هنری دوم آزاد شد و بدنبال ترور آمالریک در سال ۱۳۱۰به قبرس بازگشت.
اوشین سه بار ازدواج کرد:
- اول با دختر عموی خود، ایزابل کریکوش، و از او یک پسر داشت، به نام لئو چهارم (متولد ۱۳۰۹). او در سال ۱۳۱۰ درگذشت.
- دوم با ایزابل لوسیانان، دختر پادشاه هیو سوم قبرس و بیوه کنستانتین نغیر، ارباب پارتزرپرت. اوشین قبل از سال ۱۳۱۶ از او جدا شد. ایزابل در سال ۱۳۱۹ درگذشت.
- سوم با جوان تارانتو در فوریه ۱۳۱۶ در تارسوس. از او یک پسر، به نام جورج شد(۱۳۱۷ - پس از ۱۳۲۳) درگذشت.

جوان تارانتو در ۲۰ ژوئیه ۱۳۲۰ درگذشت. اوشین توسط پسر کوچک او لئو چهارم (که گاهی به عنوان لئو پنجم نامیده می‌شود). براساس شایعات مردمی گفته می‌شود اوشین کوریکوس توسط پسر عمو یا برادر زاده‌اش مسموم شده‌است.